# La Talaia (la Llacuna)
La Talaia és una muntanya de 673 metres que es troba al municipi de la Llacuna, a la comarca de l'Anoia.